# 麥金泰爾 (喬治亞州)
麥金泰爾（英語：McIntyre）是一個位於美國喬治亞州威爾金森縣的城鎮。

## 地理
麥金泰爾的座標為32°50′50″N 83°12′07″W / 32.84722°N 83.20194°W，而該地的平均海拔高度為79米（即259英尺）。

## 人口
根據2010年美國人口普查的數據，麥金泰爾的面積為13.90平方千米，當中陸地面積為13.50平方千米，而水域面積為0.40平方千米。當地共有人口2017人，而人口密度為每平方千米145人。